# 直潭
直潭，是臺灣新北市新店區的一個傳統地域名稱。

## 地理

### 區域

#### 範圍
直潭位於新店區南部。相較於今日行政區，其範圍大致包括太平里東南部、美城里南半部、塗潭里不含最北端及西南端、直潭里、華城里不含西北部邊界地帶及西南端、廣興里不含西南部邊界地帶、粗坑里、屈尺里不含最東端靠近翡翠水庫一帶地區、龜山里西北部。

## 歷史

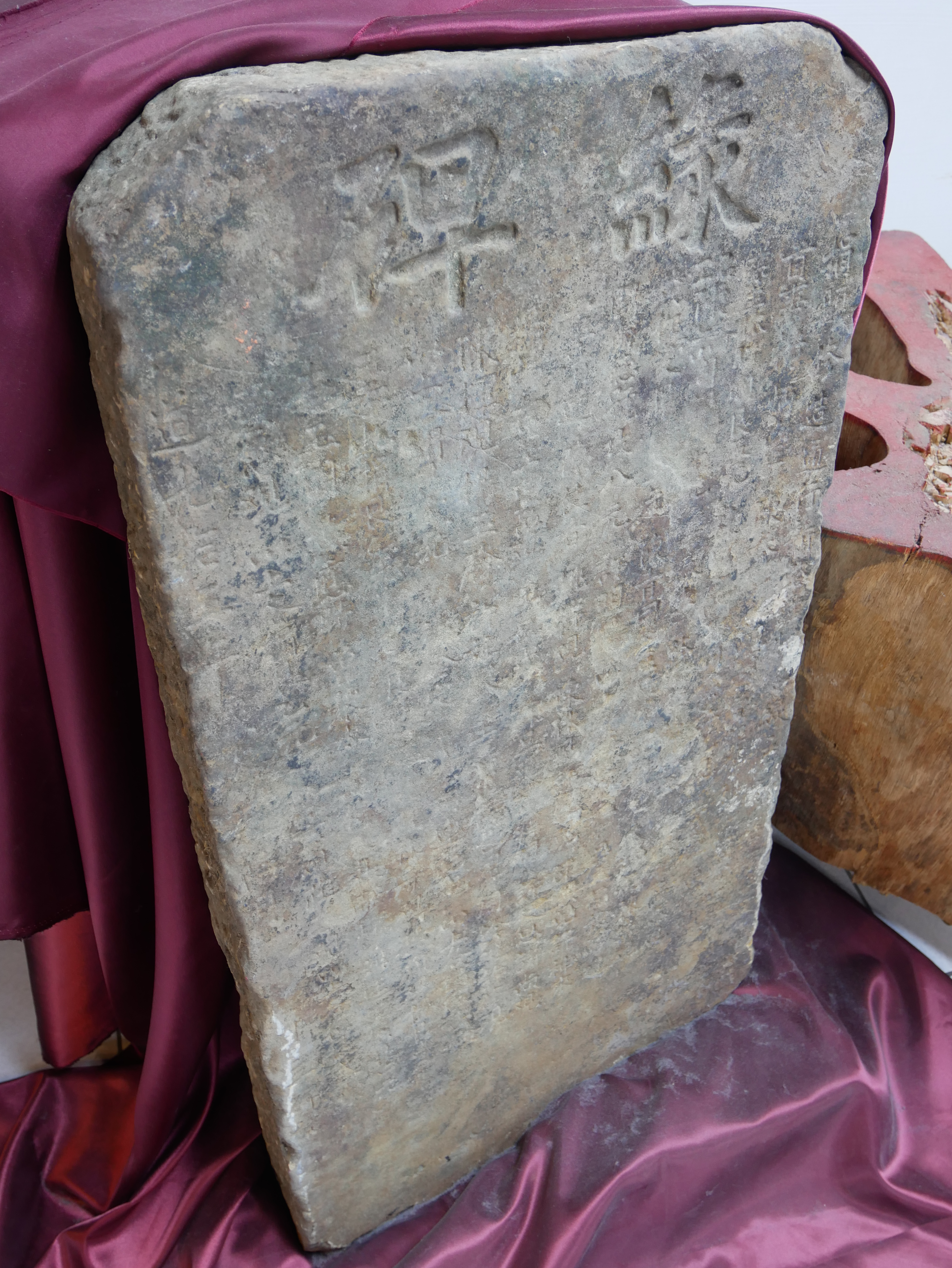
發現於灣潭的〈緣碑〉（新店文史館藏）

台灣清治末期，直潭地區為一街庄，稱為「直潭庄」，隸屬於文山堡。該庄西北與安坑庄為鄰，北與大坪林庄為鄰，東北與青潭庄為鄰，南邊及西南邊為蕃地。
1901年（日治明治三十四年）11月，該庄隸屬於深坑廳，編入第四區。1903年（明治三十六年）4月，第四區拆出青潭庄的蕃薯寮土名，其餘改稱「新店區」。1920年（大正九年），該庄改制並改名為「直潭」大字，隸屬於臺北州文山郡新店街，大字下有「直潭」、「灣潭」、「塗潭」、「下石厝」、「猴湖」、「磺窟」、「中溪洲」、「屈尺」、「頂石厝」、「康雅崙」、「湖子內」、「小粗坑」、「赤皮湖」、「盧竹濫」、「過橋坑」、「廣興」、「小坑」小字名。
戰後新店街改制為新店鎮，隸屬於臺北縣，大字亦改制為里。2010年（民國99年）12月，臺北縣升格為新北市，新店鎮改制為新店區。

## 交通
新北市新巴士
水源區直潭線：下石厝路－捷運新店站
社區巴士：直潭社區－捷運新店站

省道台9甲線大致以縱向經過直潭地區中部偏東地帶，由此往北可於邊界外不遠處接回省道台9線主線，往南可前往烏來市區、孝義。
省道台9線屬於「北宜公路」的一部分，經過本地區北部邊界外不遠處，由此往東可前往坪林、礁溪、宜蘭、羅東等地，往西轉北可前往新店市區、台北等地。

## 景點
- 新店九丁榕（榕樹公）
- 無天禪寺

## 設施
- 直潭堰

## 出生名人
- 王永慶